# Гёльбаши (Адыяман)
Гёльбаши (тур. Gölbaşı) — город и район в провинции Адыяман (Турция). На севере, западе и юге граничит с илом Кахраманмараш, на северо-востоке — с районом Тут, на юго-востоке — с районом Бесни.

## Население
По данным переписи 2000 года в районном центре проживало 28 656 человек, в сельской местности — 24 332 человека, таким образом население района составляло 52 988 человек.